# 라스트 프로포즈
《라스트 프로포즈》(중국어: 游龍嬉鳳, 영어: Look for a Star)는 홍콩에서 제작된 류웨이창 감독의 2009년 멜로/로맨스, 드라마 영화이다. 유덕화 등이 주연으로 출연하였다.

## 출연

### 주연
- 유덕화
- 수치